# Javorina
Javorina im Okres Kežmarok (Prešovský kraj) war eine am 1. Januar 1953 als Truppenübungsplatz und Militärgelände in der Ostslowakei gegründete Gemeinde. 1980 hatte sie offiziell 2 Einwohner, im Jahr 2004 keinen mehr.

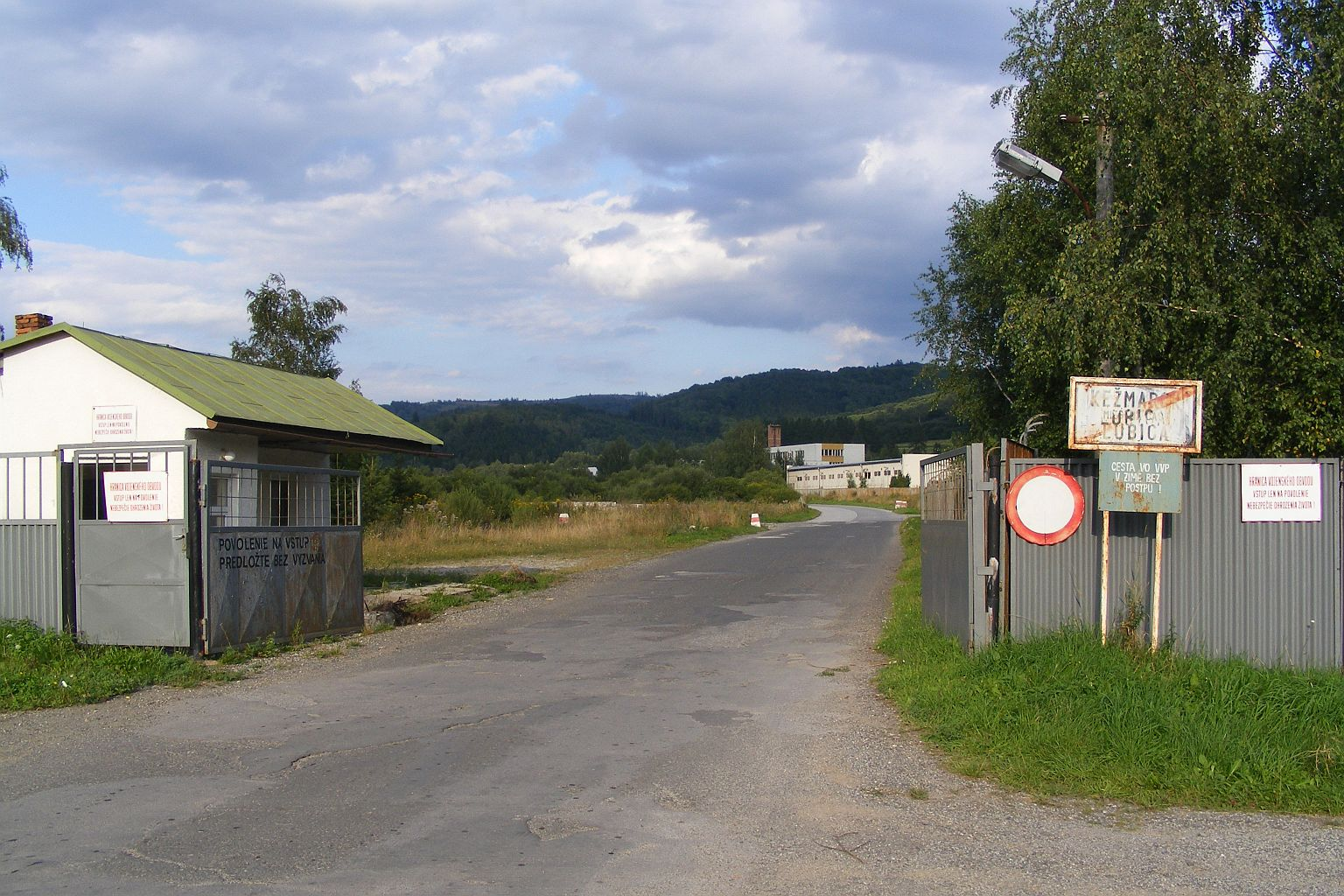
Eingang zum ehemaligen Truppenübungsplatz von Ľubica her

Das Gebiet liegt in den Leutschauer Bergen (slowakisch Levočské vrchy) und ist nach dem Berg Javorina (deutsch Kniebeuger), welcher innerhalb des Geländes liegt, benannt.
Die Gemeinde entstand 1953 durch das Zusammenfügen folgender Gemeinden:
- Blažov
- Dvorce (deutsch Bürgerhof)
- Ruskinovce (deutsch Rißdorf)
- Ľubické Kúpele (eine nur drei Jahre zuvor (1950) aus Ľubica ausgegliederte Gemeinde)

und durch Zuschlagen von Teilen von 19 weiteren Gemeinden. Die Gemeinde hatte eine Fläche von 316,236 km² und war in fünf Katastralgemeinden gegliedert.
Weitere Daten:
- ehemalige Gemeindekennziffer: 523551
- ehemalige Postleitzahl: 059 56
- ehemalige Vorwahl: 052

Die Verwendung als Truppenübungsplatz endete offiziell am 31. Dezember 2005, das Militärgelände wurde jedoch erst am 1. Januar 2011 aufgelöst. Die Fläche wurde zwischen 16 Gemeinden aufgeteilt, womit auch die Fläche der Okresy Kežmarok, Stará Ľubovňa, Sabinov und Levoča sich geändert hat. Die früher geplante Neugründung der Gemeinde Ľubické Kúpele fand nicht statt.